# Trennklemme
Eine Trennklemme ist eine spezielle Ausführung einer Reihenklemme.
Sie dient in der Elektrotechnik im Allgemeinen zum manuellen Trennen von Stromkreisen. So wird zum Beispiel bei der Erstprüfung nach DIN VDE 0100 Teil 600 einer neu errichteten Starkstromanlage bis 1000 Volt bei vorhandener Neutralleiter-Trennklemme der Schieber geöffnet, um die elektrische Verbindung zwischen Neutralleiter (N) und Schutzleiter (PE) zu trennen.

## Ausführungen
- Neutralleiter-Trennklemme (kurz: N-Trennklemme), VDE 0100-718 fordert für öffentliche Gebäude die Trennbarkeit des Neutralleiters zur Isolationsmessung; dies kann auch die Fehlersuche vereinfachen[1]
- Potentialausgleichsklemme, VDE 0107 fordert die Lösbarkeit der einzelnen Leiter an der Potentialausgleichssammelschiene[2]
- Erdtrennklemme, auch als Erdleitertrennklemme oder PE-Trennklemme bezeichnet, werden bei Steuertransformatoren sekundärseitig eingesetzt um die Servicefreundlichkeit und Wartbarkeit zu erhöhen. So kann zeitweise zur Fehlersuche die sekundärseitige Erdverbindung unterbrochen werden.
- Messertrennklemme